# Huỳnh Thới An
Huỳnh Thới An (sinh năm 1967), là tướng lĩnh Công an nhân dân Việt Nam, hàm Thiếu tướng. Ông hiện giữ chức vụ Phó Cục trưởng Cục Cảnh sát phòng cháy, chữa cháy và cứu nạn, cứu hộ Bộ Công an.
Ông từng giữ các chức vụ: Trưởng phòng, Phó Giám đốc Cảnh sát PCCC TP. Cần Thơ, Phó Giám đốc Công an tỉnh Cà Mau, Phó Giám đốc Công an TP. Cần Thơ, Phó Cục trưởng Cục Cảnh sát phòng cháy, chữa cháy và cứu nạn, cứu hộ lần 1, Phó Cục trưởng Cục Cảnh sát điều tra tội phạm về ma túy.

## Lịch sử thụ phong cấp bậc hàm
| Năm thụ phong | -      | 2023        |
| ------------- | ------ | ----------- |
| Cấp hiệu      |        |             |
| Tên cấp hiệu  | Đại tá | Thiếu tướng |

## Khen thưởng
- Huân chương Chiến sĩ vẻ vang hạng Nhất
- Huân chương Chiến sĩ vẻ vang hạng Nhì
- Huân chương Chiến sĩ vẻ vang hạng Ba v.v...